# 清水喜重
清水喜重（？—？），為第六任台灣軍參謀長，是臺灣軍事之中重要的一職，於台灣日治時期替台灣軍協助軍事發展，專責管理台灣軍。他的任期為1932年4月—1933年3月。

## 親族
- 妻 清水晴 安立綱之（警保局長、貴族院議員）之女兒
- 兒子 清水一承（陸軍少佐）・清水重之（陸軍少佐）
- 女婿 八原博通（陸軍大佐）